# Nederlandse Kustwacht
La Nederlandse Kustwacht  (in lingua italiana: Guardia costiera dei Paesi Bassi) è l'organismo cui compete la salvaguardia della vita umana ed il coordinamento di ricerca e salvataggio (SAR) in mare nonché la gestione amministrativa, la sicurezza della navigazione, la difesa delle acque territoriali olandesi e della zona economica esclusiva.

## Mezzi aerei
| Aeromobile                        | Origine                           | Tipo                              | Versione                          | In servizio (2022)                | Note | Immagine                          |
| Aerei da pattugliamento marittimo | Aerei da pattugliamento marittimo | Aerei da pattugliamento marittimo | Aerei da pattugliamento marittimo | Aerei da pattugliamento marittimo | Aerei da pattugliamento marittimo                                                                       | Aerei da pattugliamento marittimo |
| --------------------------------- | --------------------------------- | --------------------------------- | --------------------------------- | --------------------------------- | --- | --------------------------------- |
| Bombardier Dash-8 MPA             | Canada                            | aereo da pattugliamento marittimo | DHC-8-102MPA                      | 2                                 | 2 DHC-8-102MPA consegnati a novembre 2022.                                                              |                                   |
| Elicotteri                        |                                   |                                   |                                   |                                   | |                                   |
| AgustaWestland AW189              | Italia                            | SAR                               | AW189                             | 2                                 | 2 AW189 ordinati, consegnati il 28 ottobre 2022 ed entrati in servizio il 4 novembre dello stesso anno. |                                   |

### Aeromobili ritirati
- Dornier Do 228-212 MPA - 2 esemplari (?-2022)[1][2][3]
- Aérospatiale AS 365N3 Dauphin - 3 esemplari (?-2022)[1][2]

## Galleria d'immagini

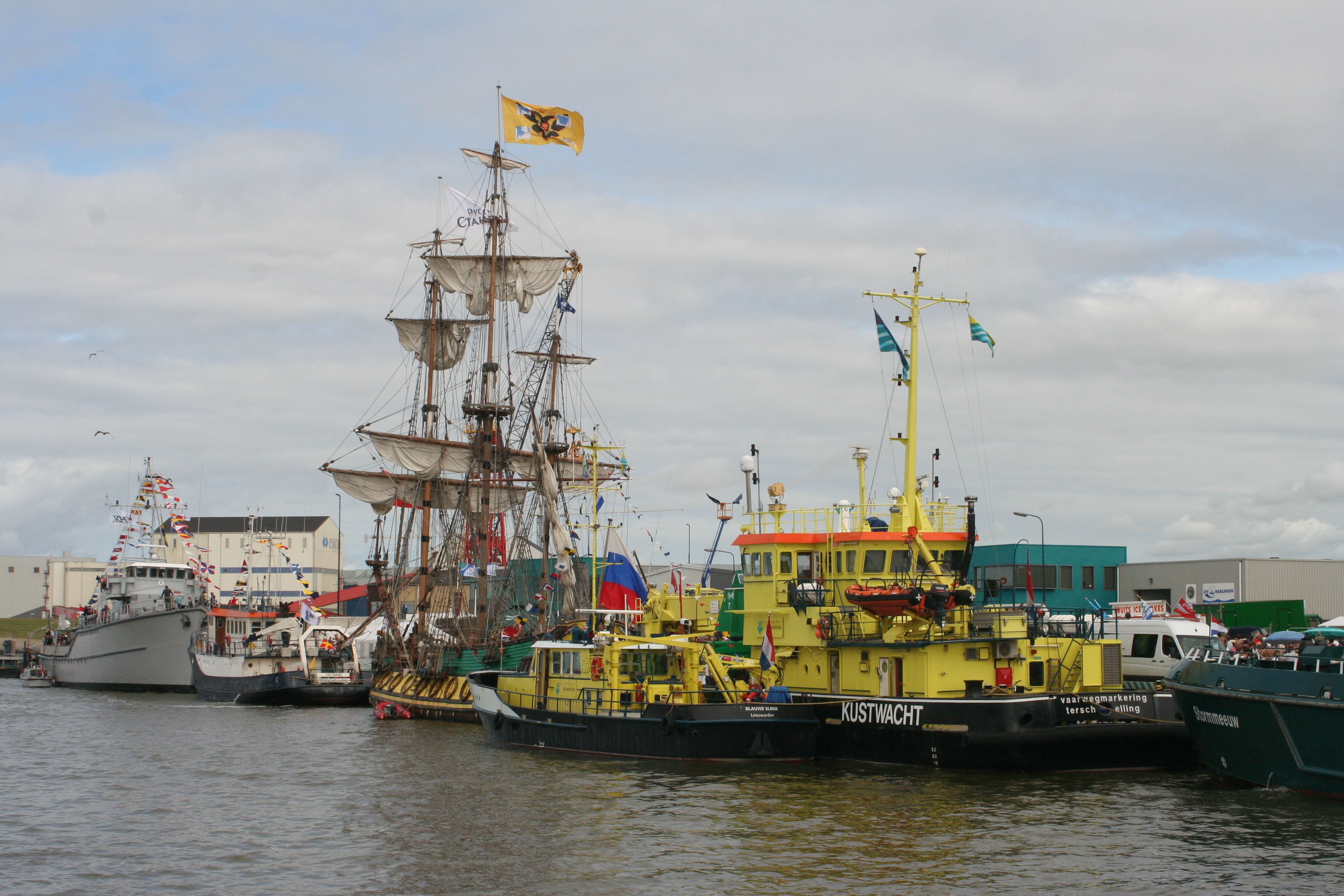
Imbarcazione della Guardia costiera olandese
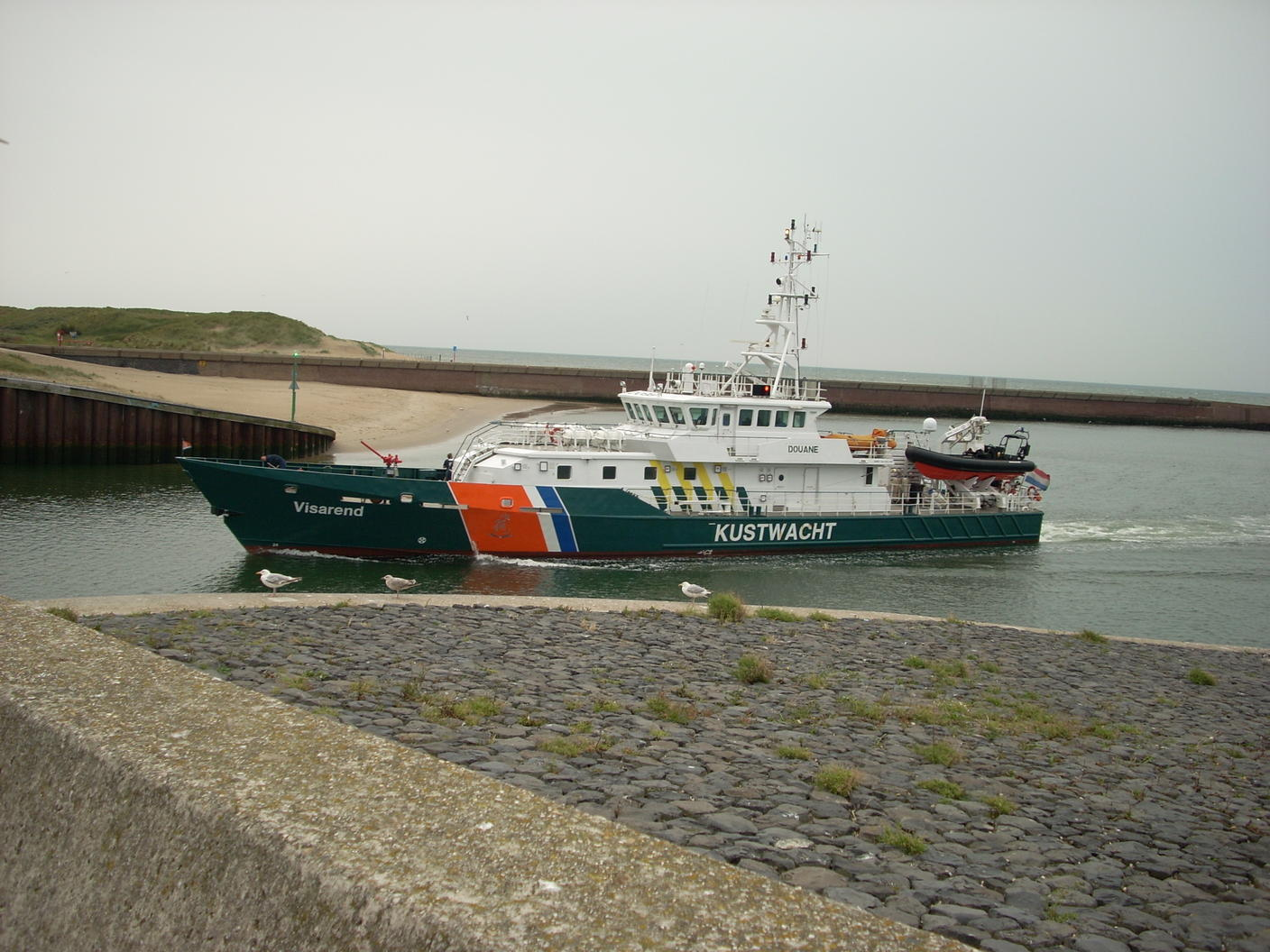
Visarend
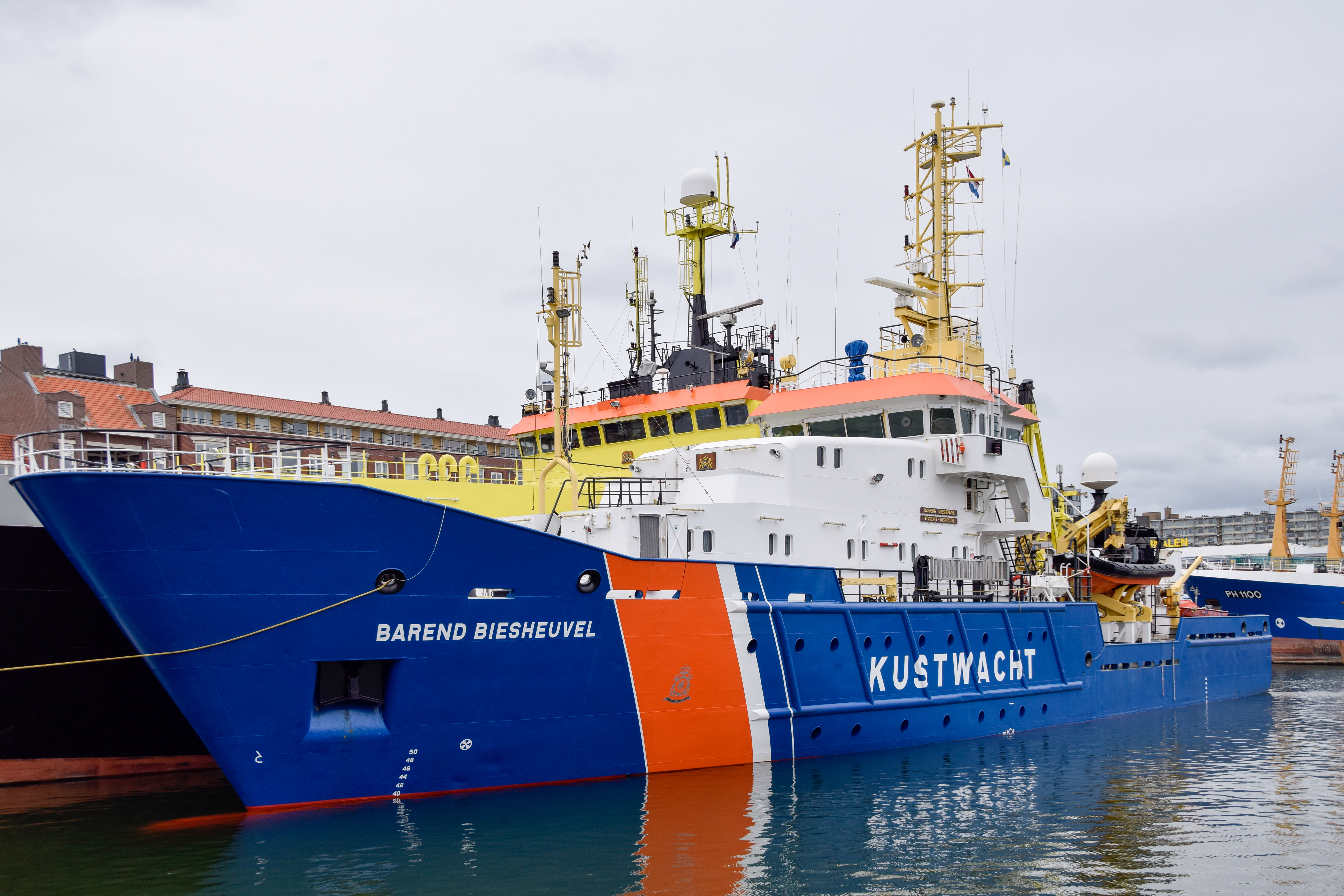
Barend Biesheuvel
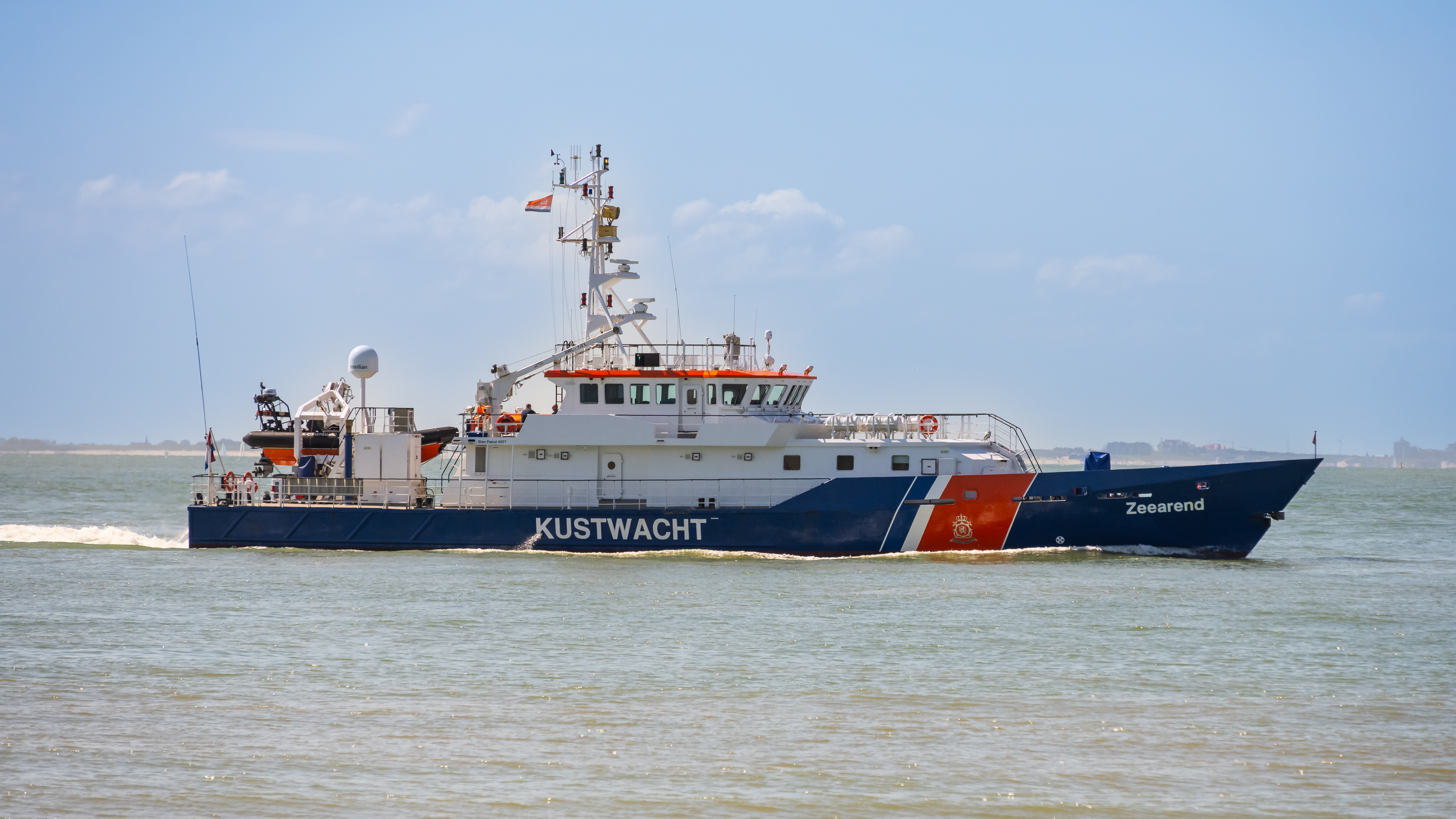
Zeearend
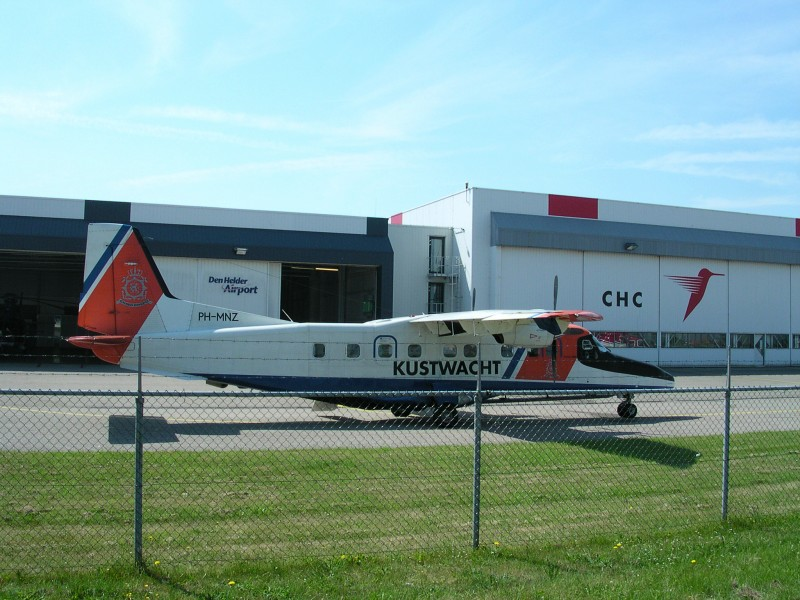
Dornier Do 228